# Le Pont de l'Europe, gare Saint-Lazare
Le Pont de l'Europe, gare Saint-Lazare est un tableau réalisé par le peintre français Claude Monet en 1877. Partie de la série des Gares Saint-Lazare, cette huile sur toile est un paysage urbain enfumé qui représente le pont de l'Europe au-dessus des voies de la gare Saint-Lazare, à Paris. Présentée à la troisième exposition impressionniste, elle est conservée au musée Marmottan Monet, à Paris.